# Parque Tineretului

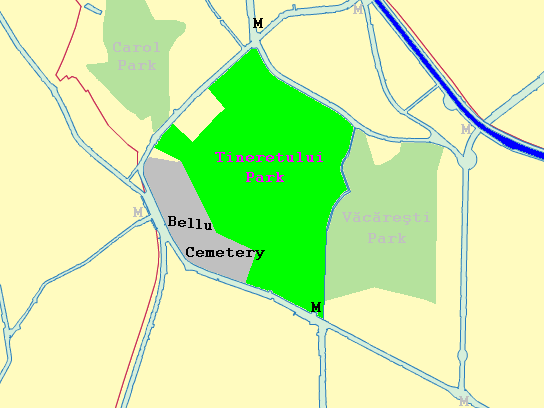
Ajedrez gigante en el parque Tineretului.

El Parque Tineretului es un parque en la zona sur de Bucarest, la capital de Rumanía. Concretamente, se enmarca dentro del llamado Sector 4.

## Historia
El Parque Tineretului fue creado en el año 1965. El proyecto se enmarca dentro de la obra del arquitecto Valentin Donose, que fue diseñador de buena parte de las áreas recreativas y de esparcimiento de la zona sur de Bucarest. En especial, los proyectos de Donose fueron llevados a cabo entre la década de 1960 y la de 1970.

## Puntos de referencia
El parque cuenta con una gran extensión de áreas verdes. Además, contiene un gran número de zonas de juego -para niños, para patinar, un ajedrez humano...- y un lago, que en verano permite a sus visitantes alquilar barquichuelas para su navegación. 
Dentro del parque se halla la Sala Polivalentă, un edificio multiusos que es utilizado para eventos deportivos, musicales y culturales. En la parte sureste del parque se halla el Orăşelul Copiilor, o lo que es lo mismo, la "Ciudad de los niños". Se trata de un parque para niños pequeños que cuenta con todo tipo de juegos lúdicos.

## Acceso
El parque está bien comunicado a través del Metro de Bucarest. Concretamente, en sus proximidades se encuentran dos estaciones: Tineretului y Constantin Brâncoveanu.
- Datos: Q2340319
- Multimedia: Tineretului Park / Q2340319